# Diplomatie parallèle
La diplomatie parallèle (en anglais Track II diplomacy) est une diplomatie non gouvernementale qui peut être menée par différents acteurs, comme des universitaires, des syndicats, des ONG, des think tanks, des particuliers, des acteurs associatifs, des parlementaires, des centres de recherche, etc. Elle est parfois désignée sous le nom de « diplomatie privée »,.
Il ne faut pas la confondre avec la paradiplomatie, qui concerne des gouvernements non-centraux comme les villes, régions  ou états d'une fédération qui s'impliquent dans les relations internationales directement et parfois de façon autonome vis-à-vis du gouvernement central. Cela peut être le cas du Québec (doctrine Gérin-Lajoie), d'une municipalité française jumelée, ou d'un canton suisse.

## Histoire
En 1981, Joseph V. Montville, alors fonctionnaire au département d'État américain, a inventé les expressions Track One diplomacy et Track Two diplomacy dans un article paru dans le magazine Foreign Policy. Ces expressions ont été traduites en français par les expressions « diplomatie officielle » et « diplomatie parallèle ». La diplomatie officielle est celle des négociations officielles entre les nations menées par des diplomates professionnels. La diplomatie parallèle concerne les efforts de résolution des conflits déployés par des praticiens et théoriciens de la résolution des conflits n'appartenant à aucun gouvernement. « La diplomatie parallèle a pour objet la réduction ou la résolution des conflits, au sein d'un pays ou entre pays, en diminuant la colère, la tension ou la peur qui existent, par une meilleure communication et une meilleure compréhension du point de vue de l'autre ».
Les efforts de ces professionnels ou bénévoles de la résolution des conflits, qui opèrent généralement par l'intermédiaire d'organisations non gouvernementales (ONG) ou d'universités, sont nés de la prise de conscience par les diplomates et d'autres personnes que les interactions officielles officielles de gouvernement à gouvernement n'étaient pas nécessairement les méthodes les plus efficaces pour obtenir la coopération internationale ou résoudre des différends.
« La diplomatie parallèle est une interaction non officielle et non structurée. Elle est faite d'ouverture d'esprit, souvent d'altruisme, et (...) stratégiquement optimiste, fondée sur la meilleure analyse de cas. Son hypothèse sous-jacente est que les conflits réels ou potentiels peuvent être résolus ou atténués en faisant appel aux capacités humaines communes pour répondre à la bonne volonté et au caractère raisonnable. Les échanges scientifiques et culturels sont des exemples de la deuxième voie diplomatique. Le problème que la plupart des libéraux ne reconnaissent pas, c'est qu'une interaction raisonnable et altruiste avec des pays étrangers ne peut être une alternative à la diplomatie traditionnelle, avec sa posture officielle et la menace sous-jacente de l'usage de la force. Les deux voies sont nécessaires pour des raisons psychologiques et les deux ont besoin l'une de l'autre. »
Selon Joseph Montville, il y a fondamentalement deux processus dans la diplomatie parallèle : il s'agit d'une part de la mise en contact de membres de groupes en conflit au travers d'ateliers pour développer des relations interpersonnelles, comprendre le conflit du point de vue des autres et élaborer des stratégies communes de résolution du conflit. D'autre part, le deuxième processus consiste à travailler pour changer l'opinion publique. « Il s'agit ici d'une tâche psychologique qui consiste à réduire le sentiment de victimisation des parties et à réhumaniser l'image de l'adversaire. »

## Exemples de diplomatie parallèle

### Cas du conflit israélo-palestinien
L'un des processus de diplomatie parallèle les plus spectaculaires a été celui qui a provoqué les accords d'Oslo de 1993 entre Israël et l'Organisation de libération de la Palestine (OLP). Ces accords ont permis des avancées remarquables dans les relations israélo-palestiniennes. Les contacts ont commencé via la diplomatie parallèle, avec l'initiative privée d'un Norvégien. Mais le processus a réintégré la diplomatie officielle et a été finalisé par une poignée de main entre le premier ministre israélien Yitzhak Rabin et le chef de l'OLP Yasser Arafat sur la pelouse de la Maison-Blanche.
Un autre exemple est l'initiative dite « Groupe de dialogue israélo-palestinien de salon » (Jewish-Palestinian Living Room Dialogue Group (en)) qui a commencé en 1992. De 2003 à 2007, elle s'est associée à Camp Tawonga (en), qui est à la fois une ONG juive et un site de camp de vacances en Californie, pour réunir des centaines d'adultes et de jeunes de 50 villes différentes de Palestine et d'Israël pour vivre et communiquer ensemble au sein du camp familial israélo-palestinien des artisans de paix Oseh Shalom - Sanea al-Salam.

### Rapprochement franco-allemand et lancement du plan Schuman
Un processus de diplomatie parallèle a été initié dès 1946 dans le cadre des rencontres de Caux-sur-Montreux (Suisse), organisées par Initiatives et Changement (alors connu sous le nom de Moral Rearmament). En cinq ans, plus de 3 000 Allemands et près de 2 000 Français ont participé à des forums dont l'objectif était de « reconstruire l'Europe dévastée par la guerre » en travaillant sur le changement individuel, nommément dans ce cas la reconnaissance et le pardon du passé. Les participants provenaient de différentes couches de la société : personnel politique, syndicalistes, industriels, enseignement, avec, plus rarement, quelques journalistes et quelques ecclésiastiques. La création à cette occasion de solides liens de confiance entre personnalités allemandes et françaises, parmi lesquelles Adenauer et Schuman est créditée d'avoir permis de lever les obstacles au lancement rapide, en 1950, de la déclaration Schuman, fondement sur lequel s'appuie immédiatement la création de la CECA (traité de Paris en 1951) et ultérieurement de la CEE (traité de Rome en 1957).

### Médiation pendant la guerre du Biafra
La guerre du Biafra (6 juillet 1967-15 janvier 1970) a été déclenchée par la sécession d’une région du sud-est du Nigeria, peuplée par l’ethnie Igbo, majoritairement chrétienne, en réponse à des troubles et à des pogroms anti-igbo dans le nord du pays, majoritairement musulman. Malgré l’arrivée au pouvoir du général chrétien Yakubu Gowon, le gouverneur militaire de la province de l’Est, qui est riche de minerais et de pétrole, le colonel Ojukwu proclame l’indépendance de la République du Biafra et envahit les provinces voisines. De nombreux efforts de rétablissement de la paix sont menés au cours du conflit, notamment par l’OUA et l’organisation du Commonwealth, mais tous échouent. Cependant tout au long de la guerre, les quakers sont acceptés comme les seuls dénués d’arrière-pensées politiques ou même religieuses (la plupart des églises chrétiennes étant suspectées de sympathie pour le Biafra par la direction fédérale du Nigéria). Si les navettes périlleuses effectuées par les quakers pendant le conflit ne permettent pas d’y mettre fin, elles permettent de maintenir une communication entre les belligérants, d’éviter certains massacres (notamment les bombardements d’hôpitaux ou d’écoles par l’aviation nigériane) et de créer suffisamment de compréhension mutuelle pour permettre d’éviter un bain de sang à la fin du conflit. En effet, malgré la famine tragique qui marque la fin du conflit, il n’y a aucune représailles massives ou massacres à l'encontre des Igbos après la capitulation du Biafra, ni aucune manifestation de victoire triomphaliste. Le chef de l’État fédéral, le général Gowon, appelle à trois jours de deuil et de prière, et à pratiquer la politique des 3 R : reconstruction, réintégration, réconciliation. Les combattants du Biafra vont réintégrer immédiatement l'armée régulière et aucun procès ne sera organisé. Le leader biafrais, le colonel Ojukwu pourra même revenir au Nigeria en 1982, après douze ans d'exil et y reprendre une activité politique.

### Paix au Mozambique
Lors de l’indépendance du Mozambique, le 25 février 1975, c’est le Frelimo (Frente de Liberação de Moçambique), mouvement d’inspiration marxiste qui a mené la lutte de libération depuis les années 1960, qui prend le pouvoir. Il est très rapidement confronté à la guérilla de la Renamo (Resistência Nacional Moçambicana), mouvement soutenu notamment par l’Afrique du Sud, et le pays bascule dans la guerre civile. Malgré la politique anti-religieuse du Frelimo, la communauté catholique Sant’Egidio, fondée en 1968 à Rome, qui a créé des liens avec le Frelimo et fait parvenir de l’aide humanitaire au Mozambique, cherche à établir un dialogue entre les belligérants. Elle y réussit en 1990 et ce dialogue est organisé, pendant 27 mois, entre des délégations des deux mouvements, dans le couvent qui sert de siège à la communauté, où les adversaires vivent séparés en dehors des séances de négociation. En décembre 1990, ces séances accouchent d’un premier accord créant une commission de vérification des trêves. Puis, en août 1992, les membres de Sant Egidio parviennent à faire se rencontrer le président du Mozambique Joaquim Chissano, membre du Frelimo, et l’opposant Afonso Dhlakama de la Renamo, et ils obtiennent finalement le 4 octobre 1992 la signature d’un accord de paix en bonne et due forme.

### Intervention pour la libération de prisonniers politiques en Afrique du Sud
Jean-Yves Ollivier, commerçant en matières premières, participe à partir de 1981 à la diplomatie parallèle notamment en Afrique du Sud. Il travaille avec des proches de Jacques Chirac, et contribue à des négociations qui permettent la libération de prisonniers politiques. Ces négociations sont le prélude à la future libération de Nelson Mandela. Cette initiative de diplomatie parallèle est soutenue par Jacques Chirac, qui compte doubler François Mitterrand, alors président de la République, et qui avait fait de la lutte contre l'apartheid un étendard politique. Après la libération de Nelson Mandela, Jean-Yves Ollivier est décoré par ce dernier.

### Cas du syndicat AFL-CIO
Le syndicat Américain Federation of Labor-Congress of Industriel Organizations (AFL-CIO) ne se préoccupe pas que des affaires américaines, il établit aussi des ponts vers d'autres nations. Une diplomatie parallèle a notamment été mise en place dans le cadre de la guerre froide et de la décolonisation. Et pendant la seconde guerre mondiale, ce syndicat est venu au secours des syndicats européens victimes des nazis.

### Cas de l'université marocaine
L'université marocaine entend jouer un rôle diplomatique et tente de formaliser ce rôle: pour elle, la diplomatie parallèle doit être une démarche scientifique et juridique, et s'effectue notamment grâce à la formation aux sciences politiques d'hommes d'affaires, d'hommes politiques, d'étudiants, etc. Selon elle, cette diplomatie parallèle sert à pallier « les lacunes qui ont caractérisé les formes classiques de diplomatie traditionnelle ».